# 土居伸之
土居伸之（どい のぶゆき、12月24日 - ）は、日本の男性声優。

## 来歴
愛媛県出身。
アトミックモンキー声優・演技研究所第1期卒業生。以前はアトミックモンキーに所属していた。

## 人物
趣味・特技はルアー釣り、柔道初段、毛筆初段。

## 出演

### テレビアニメ
- 銀魂'（2011年、男）
- 男子高校生の日常（2012年、生徒C）
- 長門有希ちゃんの消失（2015年、テニス部員B）
- 進撃の巨人 Season2（2017年、調査兵）

### OVA
- 技の旅人（2011年、村人D、男3）

### Webアニメ
- サントリー Webアニメ「DHA」「夫とギクシャク編」
- 雛蜂-BEE-（2015年、帽子男、テロリストA）

### ゲーム
- 薄桜鬼 黎明録（2010年、羅刹 他）
- CONCEPTIONII 七星の導きとマズルの悪夢（2013年、男子生徒A 他）
- 憂世ノ志士・憂世ノ浪士（2015年、陸奥宗光）
- マブラヴ オルタネイティヴ トータル・イクリプス（2014年） - PC版
- 夏色ハイスクル★青春白書 (2015年、淵谷豊作)
- LET IT DIE（2017年、鉄男）
- 共闘ことばRPG コトダマン（2018年、ショウリンジー）

### ドラマCD
- 安倍晴明異聞〜音霊の抄〜（式2）
- 安倍晴明異聞〜双劔の抄〜
- お仕事男子 Vol.3職業美容師（スタッフA）
- 銀河ロイドコスモX IN ヒーロークロスライン（怪物B）
- PSYCHO-PASS サイコパス 追跡者縢秀星 下巻（ホームレス男性）
- 七星魔導史マフィン伝シリーズ（ネモ）
- ブカツドー!?（岸田文也）

### BLCD
- アキハバラフォーリンラブ（不良）
- 囀る鳥は羽ばたかない
- 錆びた夜でも恋は囁く（村井）
- 青年発火点（黒服）

### 吹き替え

#### アニメ
- マイリトルポニー〜トモダチは魔法〜（シャイニングアーマー、スニップス）

### テレビ番組
- TV・局中法度! 戦国の拳（松永ケンジ）

### ボイスオーバー
- 世界ルーツ探検隊

### 舞台
- 劇団ヘロヘロQカムパニー 作品
  - 異人たちとの夏（浅草の人々）
  - 女ドラゴン☆さやか!スーパーヒーロー大集合!!（バッキュラ星人）
  - マッハレコーディングaGoGo（アナウンサー）